# AAAS (ген)
 Аладин (англ. Aladin), также известный как  адракалин  (англ. adracalin) — белок, кодируемый у человека геном  AAAS (англ. Aladin) (Тройной синдром).

## Функция
Аладин является компонентом комплекса ядерных пор.

## Клиническое значение
Мутации в гене АААС ответственны за тройной синдром (также известный как синдром Оллгроува (англ. Allgrove Syndrome)).